# Tramwaje w Kolombo
Tramwaje w Kolombo − zlikwidowany system komunikacji tramwajowej w Kolombo na Sri Lance. 

## Historia
Pierwsze tramwaje w Kolombo uruchomiono we wrześniu 1898. Od początku były to tramwaje elektryczne. W 1940 w mieście było 12 km tras tramwajowych po których kursowały 52 tramwaje. Tramwaje zlikwidowano w 1960. 
System tramwajowy w Kolombo był jedynym na Sri Lance. Obecnie planowana jest budowa linii kolei jednoszynowej o długości 40 km.